# Papuogryllacris armata
Papuogryllacris armata är en insektsart som beskrevs av Griffini 1911. Papuogryllacris armata ingår i släktet Papuogryllacris och familjen Gryllacrididae. Inga underarter finns listade i Catalogue of Life.